# Лохранза (замок)
Лохранза (англ. Lochranza Castle) — разрушенный L-образный шотландский замок, который расположен на острове Арран в заливе Ферт-оф-Клайд, на западе Шотландии. Замок открыт ежедневно с апреля по сентябрь, вход бесплатный.

## История
Замок был построен Дугаллом Маккуином в середине XIII веке. В 1262 году король Александр III передал замок и прилегающие владения в собственность сэра Уолтера Стюарта, графа Ментит. Считается, что в 1306 году в замке останавливался возвратившийся из Ирландии Роберт Брюс.
На протяжении последующих веков короли использовали замок для различных нужд. В 1371 году хозяином замка стал король Роберт II. Он останавливался в Лохранзе, когда приезжал в эти края на охоту. В конце XV века король Яков IV использовал замок как опорный пункт во время кампании против клана Макдональдов. В 1614 году замок принадлежал Якову VI, а в середине XVII века его захватил Оливер Кромвель.
В 1705 году замок перешёл в собственность клана Гамильтон, владельцев многих земель на острове Арран. На протяжении XVIII века Лохранза постепенно ветшал и в итоге обитатели замка покинули его.
В честь замка назван односолодовый виски Arran Lochranza, выпускающийся на расположенной на этом острове винокурне Isle Of Arran.